# Sonja Stotz
Sonja Stotz (25 marzo 1964) è un'ex sciatrice alpina tedesca che gareggiò per la nazionale tedesca occidentale, vincitrice della Coppa Europa nel 1982.

## Biografia
Sciatrice polivalente, la Stotz vinse la Coppa Europa nella stagione 1981-1982 e nello stesso anno partecipò ai Mondiali juniores di Auron 1982, classificandosi 10ª nella discesa libera e 5ª nello slalom gigante; in Coppa del Mondo ottenne il primo risultato di rilievo il 17 dicembre 1982 a Piancavallo in combinata (14ª), conquistò il miglior risultato il 30 gennaio 1983 a Les Diablerets nella medesima specialità (9ª) e l'ultimo piazzamento il 25 gennaio 1985 ad Arosa in slalom speciale (15ª). Non prese parte a rassegne olimpiche né ottenne piazzamenti ai Campionati mondiali.

## Palmarès

### Coppa del Mondo
- Miglior piazzamento in classifica generale: 54ª nel 1983

### Coppa Europa
- Vincitrice della Coppa Europa nel 1982[1]